# Santiaguito, Zumpahuacán
Santiaguito är en ort i Mexiko.   Den ligger i kommunen Zumpahuacán och delstaten Mexiko, i den sydöstra delen av landet, 80 km sydväst om huvudstaden Mexico City. Santiaguito ligger 1 702 meter över havet och antalet invånare är 104.
Terrängen runt Santiaguito är kuperad. Runt Santiaguito är det ganska tätbefolkat, med 120 invånare per kvadratkilometer. Närmaste större samhälle är Ixtapan de la Sal, 8,7 km väster om Santiaguito. I omgivningarna runt Santiaguito växer huvudsakligen savannskog.